# Peter Öttl
Peter Öttl (Berchtesgaden, 24 maart 1965) is een Duits motorcoureur. Hij is de vader van eveneens motorcoureur Philipp Öttl.
Öttl begon zijn carrière in het wereldkampioenschap wegrace in de 80cc-klasse 1986 met een wildcard in de Grand Prix van Baden-Württemberg op een Krauser. Nadat hij in 1987 aan de helft van de races in deze klasse meedeed, stapte hij in 1988 fulltime over naar deze klasse en stond op het podium in Nederland en Joegoslavië, waardoor hij als vijfde in het kampioenschap eindigde. In 1989 won hij de races in Duitsland, Joegoslavië en Nederland, maar door twee uitvalbeurten eindigde hij achter Manuel Herreros en Stefan Dörflinger als derde in het kampioenschap. Na dit seizoen hield de 80cc-klasse op te bestaan en stapte Öttl in 1990 over naar de 125cc-klasse op een JJ Cobas, maar kwam in de vier races die hij deelnam geen enkele keer aan de finish. In 1991 stapte hij over naar een Rotax en stond in het podium in Europa en Groot-Brittannië alvorens de race in San Marino te winnen. Een race later in Tsjechoslowakije was hij echter betrokken bij een zwaar ongeluk. Nadat hij van zijn motorfiets viel, reden Alain Bronec en Emilio Cuppini tegen hem aan, waarbij Öttl en Bronec allebei zware verwondingen opliepen. Nadat hij in 1992 zijn resultaten van het voorgaande jaar niet wist te evenaren, stapte hij in 1993 over naar een Aprilia en eindigde op het podium in Italië. In 1994 eindigde hij op het podium in Australië, Spanje, Groot-Brittannië, de Verenigde Staten en Europa en behaalde zijn beste resultaat in het 125cc-kampioenschap met een vijfde plaats. Nadat hij in 1995 het podium haalde in Nederland en Frankrijk, behaalde hij in 1996 zijn laatste overwinning in de Grand Prix van Italië. Na vele valpartijen en blessures in 1997 werd hij na de Grand Prix van Imola ontslagen door zijn team. Hij keerde hierna niet meer terug in het wereldkampioenschap.